# Sacodes humeralis
Sacodes humeralis is een keversoort uit de familie moerasweekschilden (Scirtidae). De wetenschappelijke naam van de soort werd in 1996 gepubliceerd door Yoshitomi & Sato.